# Клюпс, Тимотеуш
Тимоте́уш Клюпс (пол. Tymoteusz Klupś; род. 26 февраля 2000, Познань) — польский футболист, полузащитник клуба «Заглембе» (Сосновец).

## Клубная карьера
Клюпс — воспитанник клуба «Лех» из своего родного города. 18 февраля 2018 года в матче против «Погони» из Щецина он дебютировал в польской Экстраклассе.